# 垂直/短距離離着陸機

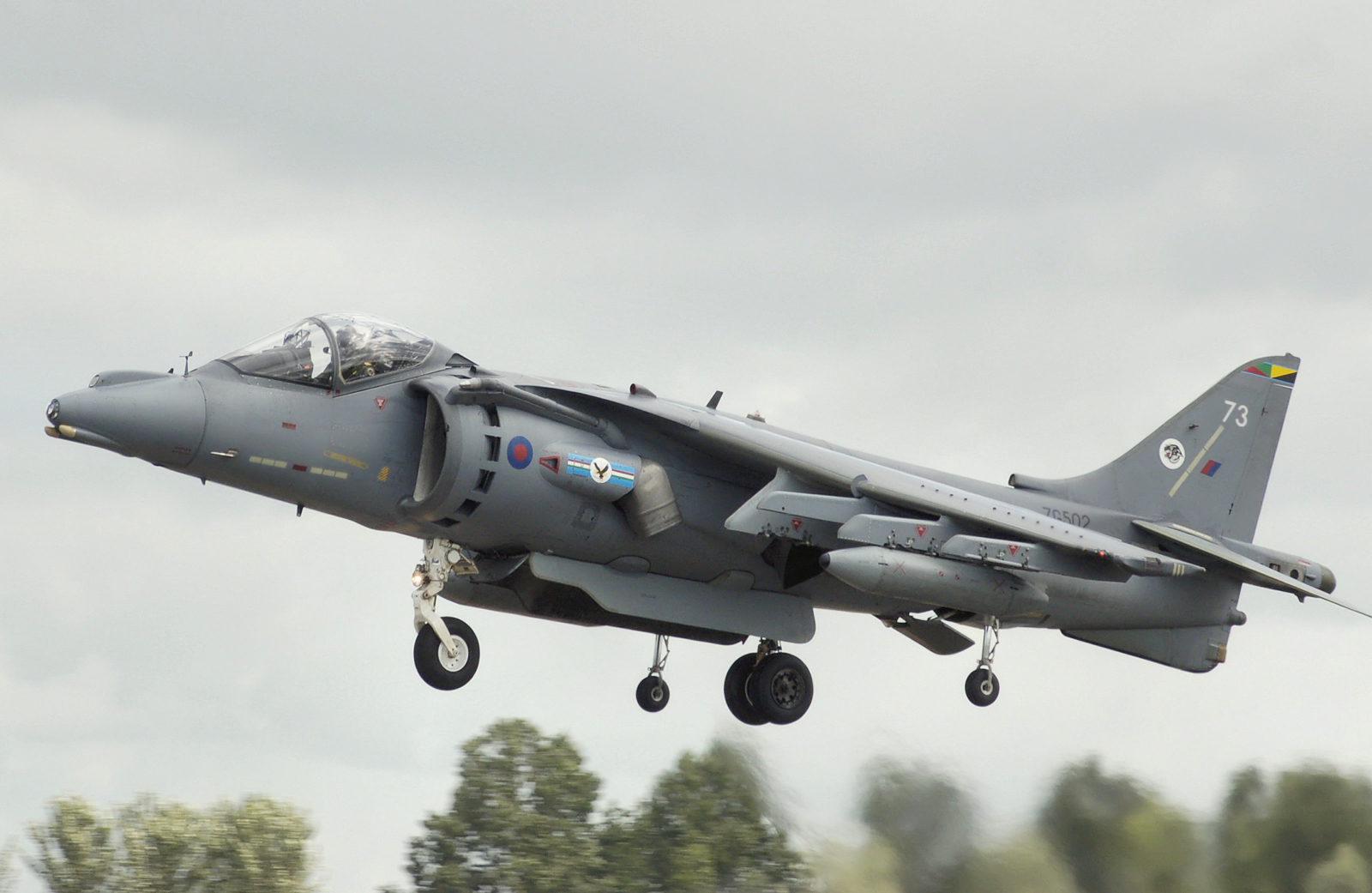
RIAT2008に参加したイギリス空軍のハリアーGR9

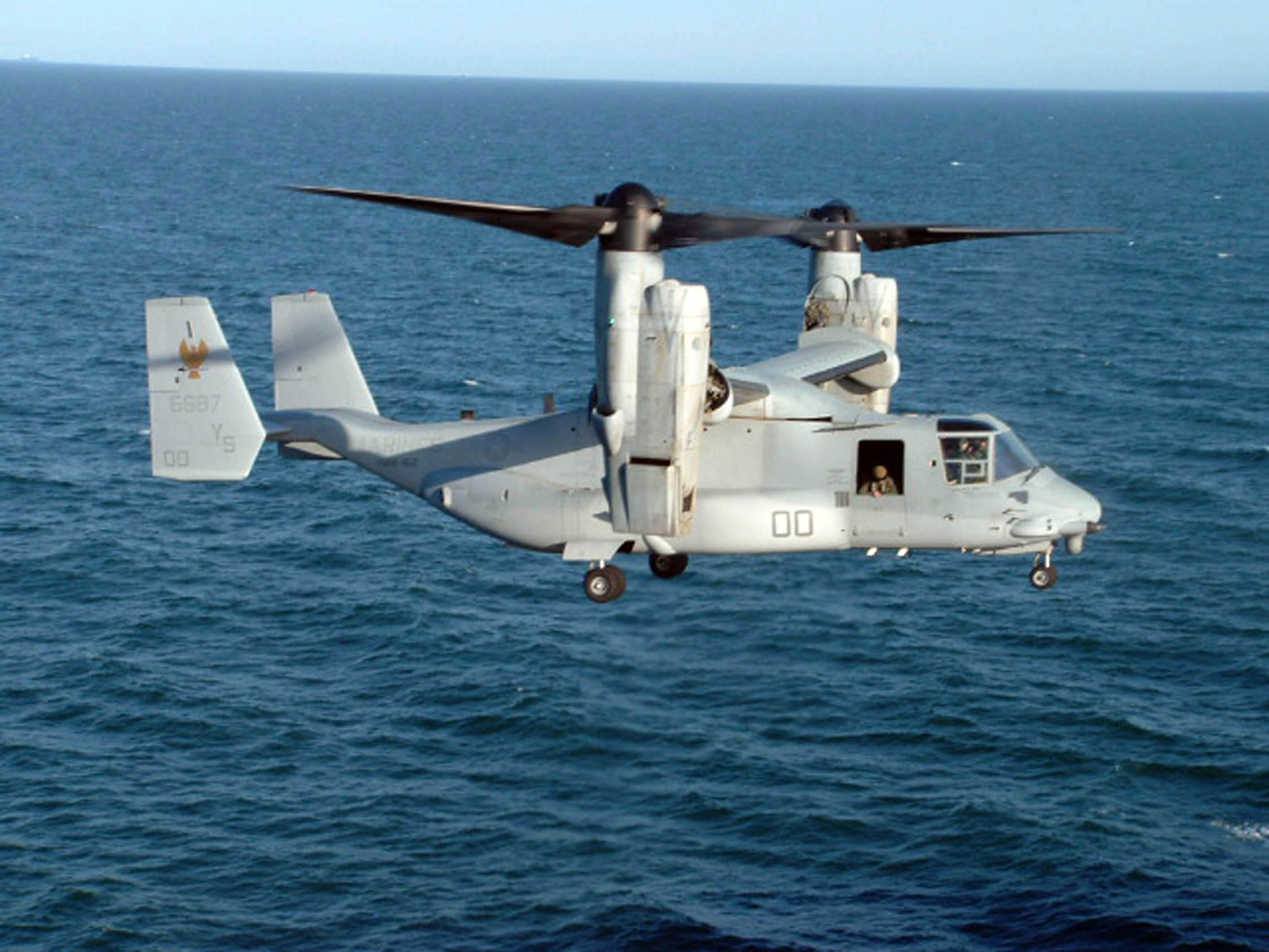
艦船に向けて着陸進入中のアメリカ海兵隊のMV-22オスプレイ

垂直／短距離離着陸機（V/STOL機, 英語: vertical/short take-off and landing aircraft、ヴイエストール）とは、短距離離着陸（STOL）能力をもち，必要に応じて垂直離着陸（VTOL）も可能な飛行機。垂直離着陸機の主流となっている。

## 概要
垂直離着陸機の多くはVTOLのみならず、離陸のみであるがSTOLにも対応しており、このような機体は垂直/短距離離着陸機と称される。この場合、実際の運用では垂直離陸 (VTO) はめったに行われず、短距離離陸 (STO) と垂直着陸 (VL) を組み合わせたSTOVL方式（short takeoff/vertical landing、ストーブル）での運用がほとんどとなる。
離陸の際には、たとえ垂直離陸できるだけの推力があったとしても、少しでも滑走して翼に風を当て、揚力を発生させれば、それだけ離陸重量が大きくなり、搭載量を増やすことができる。例えば地上静止推力10,659 kgfのF402-RR-408（ペガサス11-61）エンジンを搭載したAV-8Bの場合、VTO時の最大離陸重量は9,414 kgなのに対し、STO時には14,061 kgまで増大する。この際にスキージャンプ勾配を使用すれば、搭載量をさらに増やすことができる。
これに対し、着艦の際には、燃料などを消費した分だけ機体の重量が軽くなっているため、安全確実な（多くのVTOL機においては唯一の選択肢である）垂直着艦を選択することになる。垂直着艦では上下する飛行甲板にも安全に降りることができ、艦の動揺や風向風速による制約が小さいとされる。
イギリス海軍のクイーン・エリザベス級では、大きな艦型のおかげで滑走レーンが長いことを活用して、着艦の際に、垂直にではなく斜めに下降するSRVL (Shipborne rolling vertical landing) を行うこともある。これは60ノット程度の低速で前進しながら、艦尾方向からストレート・インで進入・接地するもので、若干ながら前進速度をつけることで主翼が揚力を発揮できるようになり、より重い状態でも着艦できるようにすることで、兵装を投棄せずに済むと期待されている。空母の飛行甲板と戦闘機のリフトエンジン双方の損耗を少なくする効果もある。一方で、接地後の制動は車輪ブレーキに依存するため、この方法を用いるのは天候条件が良好なときに限られるという制約もある。
- 垂直着艦・短距離発艦するハリアーII
- スキージャンプを用いて短距離発艦するF-35B

## V/STOL機の一覧
V/STOL機には多数の形式が存在する。以下に示すのは、その一部である。

### 推力偏向スラスト機
- ホーカー P.1127／ハリアー

ファンおよびジェット排気の推力偏向スラスト用の回転ノズルを4個装備

### ティルトジェット機
- ベル XF-109
- ベル 65
- EWR VJ 101

### ティルトローター機
- アグスタウェストランド AW609

旧ベル 609
- アグスタウェストランド　プロジェクト・ゼロ

技術実証機
- ベル XV-3
- ベル XV-15
- ベル・ボーイング V-22 オスプレイ

XV-15のスケールアップ版

### ティルトウイング機
- カーチス・ライト X-19

4発の回転プロペラを持つティルトウィング機
- カナディア CL-84 ダイナバート：2発のターボプロップを装備したティルトウイング
- LTV XC-142

4発のティルトウイング（連結シャフトを有するターボプロップ）
- ベル X-22

方向を変えられるダクテッド・プロペラを装備する、V-22よりもやや小型の試作輸送機
- ヒラー X-18

### 推力／揚力分離型機
- ドルニエ Do 31

ベクトル・ノズルおよびリフト・エンジンを装備したジェット輸送機
- カモフ Ka-22
- ロッキード XV-4 ハミングバード
- ダッソー バルザック V （「V」は垂直を意味する。ミラージュ IIIの改修型機）
- ダッソー ミラージュ IIIV

初の超音速VTOL機（試験中にマッハ2.03を記録）
- ライアン XV-5

翼の中のファンがエンジンの排気ガスで駆動される。
- VFW VAK 191B

ハリアーに類似した攻撃戦闘機であるが、翼およびリフト・エンジンが小型化され、超音速飛行が可能である。試験飛行は行ったが、運用開始には至らなかった。
- ヤコヴレフ Yak-38
- ヤコヴレフ Yak-141
- ショート SC.1

### 超音速機
数多くの超音速V/STOL機が提案・製造されてきたが、飛行試験までに至らなかった機体がほとんどである。2016年に装備化されたF-35Bは、初の、そして唯一の実用超音速V/STOL機である。
- ベル D-188A

スイベル・エンジンを用いてマッハ2を目指した（モックアップのみ）
- EWR VJ 101

マッハ2を目指した戦闘機、マッハ1.04を記録したが実用化はされなかった。
- ダッソー ミラージュ IIIV

マッハ2を目指したデルタ翼の戦闘機。リフト・エンジンを用いた、初めての超音速VTOL機であった。試験間にマッハ2.03を記録したが、実用化はされなかった。
- ホーカー・シドレー P.1154

マッハ1.7で飛行する超音速ハリアーであったが、完成には至らなかった。
- ロックウェル XFV-12

複雑な「ブラインド・カーテン」状の翼を有していたが、自重を支えることができなかった。
- ヤコヴレフ Yak-141

リフト・エンジンに加えて、スイベル・テールパイプを装備していた。
- ロッキード･マーチン X-35B / F-35B

推力偏向ノズルを有するエンジン（プラット・アンド・ホイットニー F135）に加えて、シャフト駆動されるリフトファンを装備している。短距離離陸、超音速飛行および垂直着陸を1つのソーティーで行うことのできる初めての航空機である。